# Фернандо Рольдан
Віктор Луїс Фернандо Рольдан Кампос (ісп. Víctor Luis Fernando Roldán Campos, 15 жовтня 1921 — 23 червня 2019) — чилійський футболіст, що грав на позиції захисника за клуб «Універсідад Католіка», а також національну збірну Чилі. Дворазовий чемпіон Чилі. 

## Клубна кар'єра
У футболі відомий виступами у команді «Універсідад Католіка», кольори якої і захищав протягом усієї своєї кар'єри гравця. 

## Виступи за збірну
1950 року дебютував в офіційних матчах у складі національної збірної Чилі. Протягом кар'єри у національній команді, яка тривала 5 років, провів у її формі 17 матчів.
У складі збірної був учасником чемпіонату світу 1950 року у Бразилії, де зіграв з Англією (0-2) і Іспанією (0-2).
У складі збірної був учасником чемпіонату Південної Америки 1953 року у Перу.

## Титули і досягнення
- Чемпіон Чилі (2):

«Універсідад Католіка»: 1949, 1954
Помер 23 червня 2019 року на 98-му році життя.